# Woodsia macrochlaena
Woodsia macrochlaena är en hällebräkenväxtart som beskrevs av Georg Heinrich Mettenius och Oskar Kuhn. Woodsia macrochlaena ingår i släktet Woodsia och familjen Woodsiaceae. Inga underarter finns listade.